# Tonight (Loïs Lane)
Tonight is een nummer van de Nederlandse band Loïs Lane uit 1995. Het is de eerste single van hun vierde studioalbum Fireflight.
Met Tonight scoorde Loïs Lane voor het eerst in drie jaar weer een hit. De zusjes Klemann bereikten met de plaat de negende positie in de Nederlandse Top 40. Hiermee was het tot nu toe hun laatste top 10-hit in Nederland.  In de Mega Top 50 bleef de single steken op de elfde plaats.